# مقلية نازعة للنترات
مقلية نازعة للنترات (الاسم العلمي: Alcaligenes denitrificans) هي نوع من البكتيريا، سلبية الغرام، تتبع المقلية.